# Laureano Gómez Castro
Laureano Eleuterio Gómez Castro (Bogotà, 20 de febrer de 1889 - Bogotà, 13 de juliol de 1965) va ser un enginyer i polític colombià, president de Colòmbia d'agost de 1950 a novembre de 1951, quan a causa del seu estat de salut, va cedir el poder a Roberto Urdaneta Arbeláez. El 13 de juny de 1953 quan va intentar tornar al càrrec, va ser deposat en un cop d'estat pel general Gustavo Rojas Pinilla. Abans de ser elegit president, Gómez va ser durant tres dècades un dels més radicals líders del Partit Conservador i considerat un dels oradors més incendiaris del Congrés de Colòmbia i un dels principals responsables intel·lectuals de La Violència des de 1946.